# Lijst van Sofioten
Dit is een chronologische lijst van bekende Sofioten. Dit zijn inwoners van Sofia, de hoofdstad van Bulgarije. Het gaat om personen die hier zijn geboren.

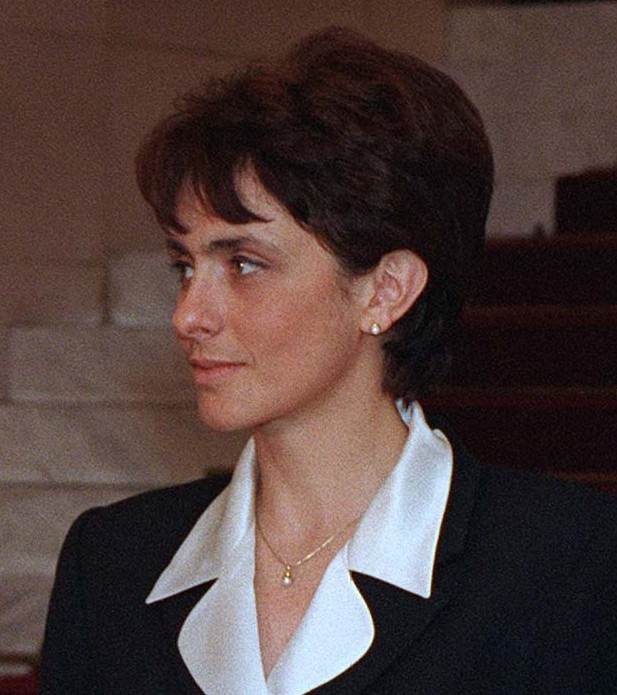
Politica Nadezjda Nejnski (1962)

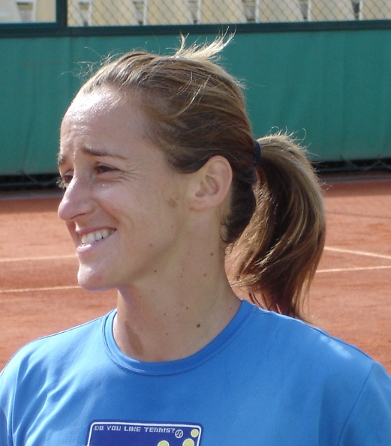
Tennisster Magdalena Maleeva (1975)

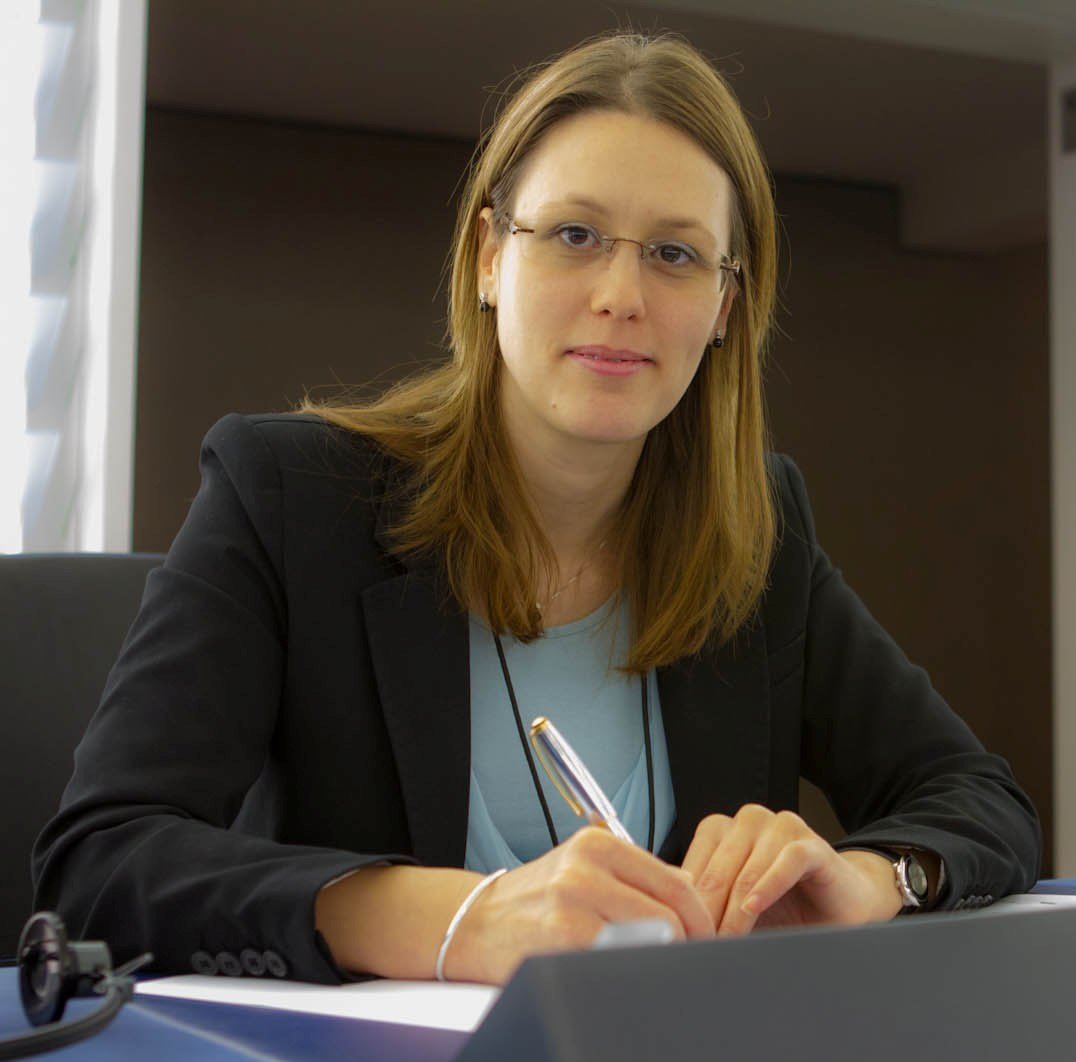
Politica Monika Panajotova (1983)

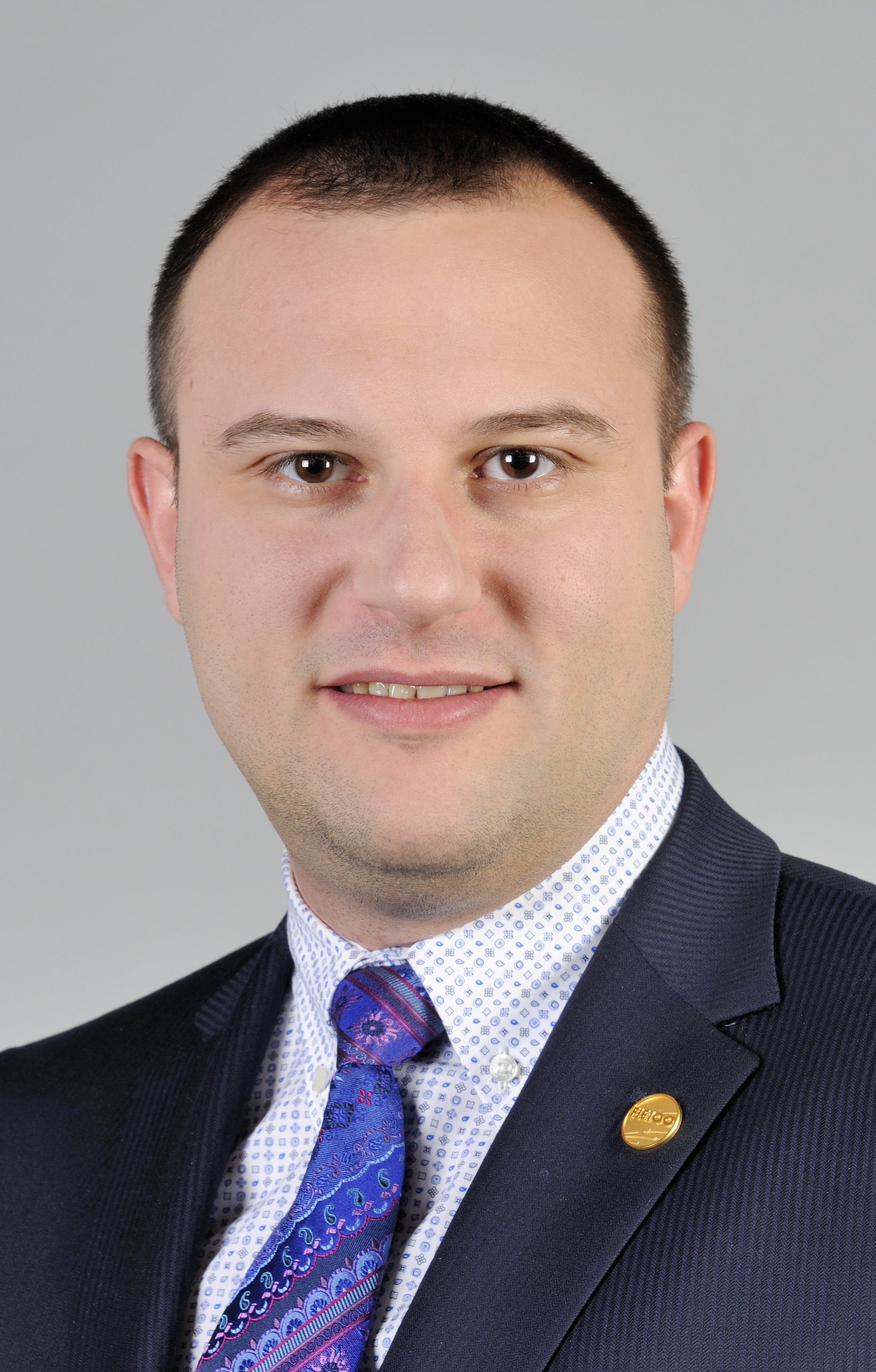
Politicus Dimitar Stojanov (1983)

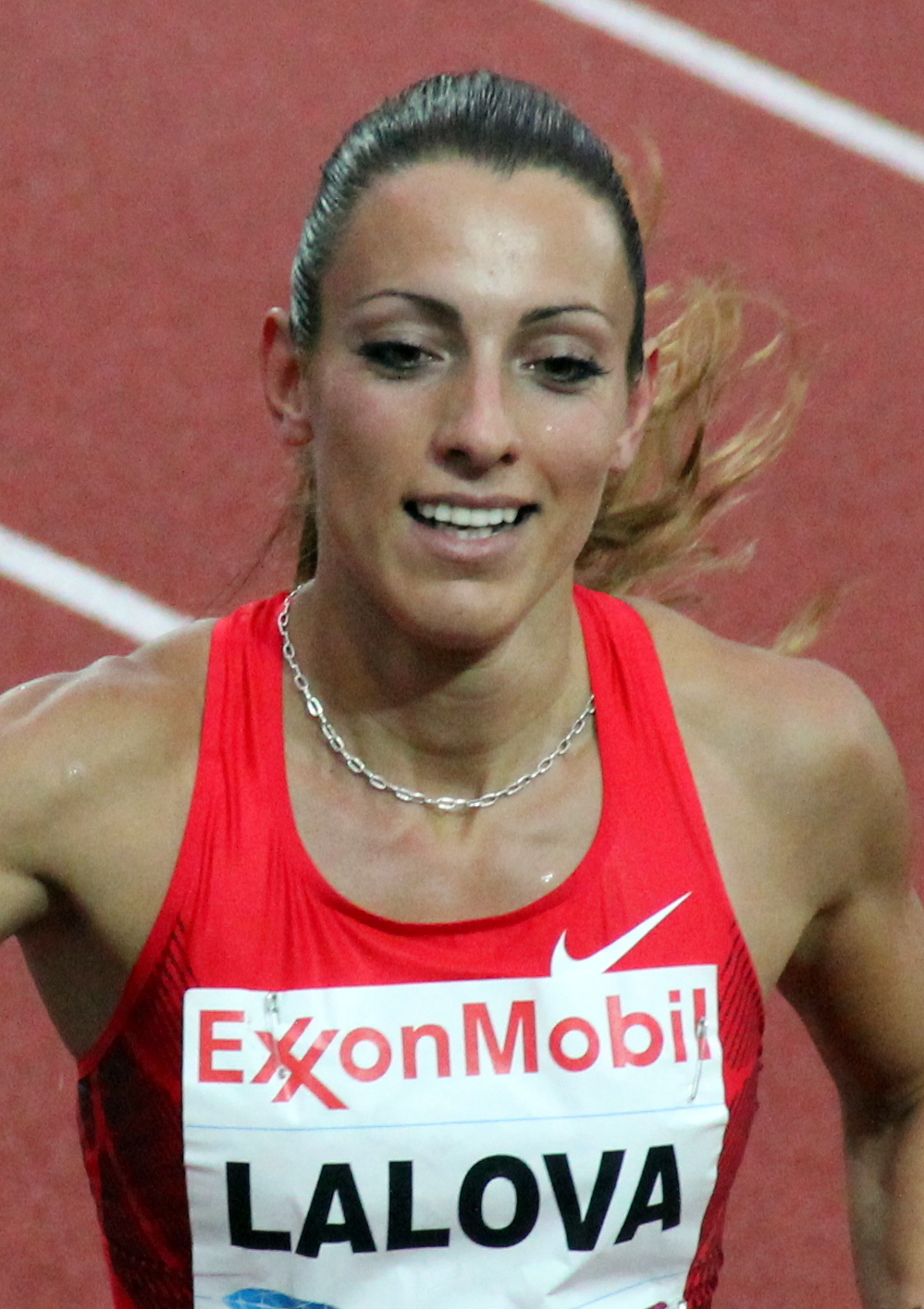
Sprintster Ivet Lalova (1984)

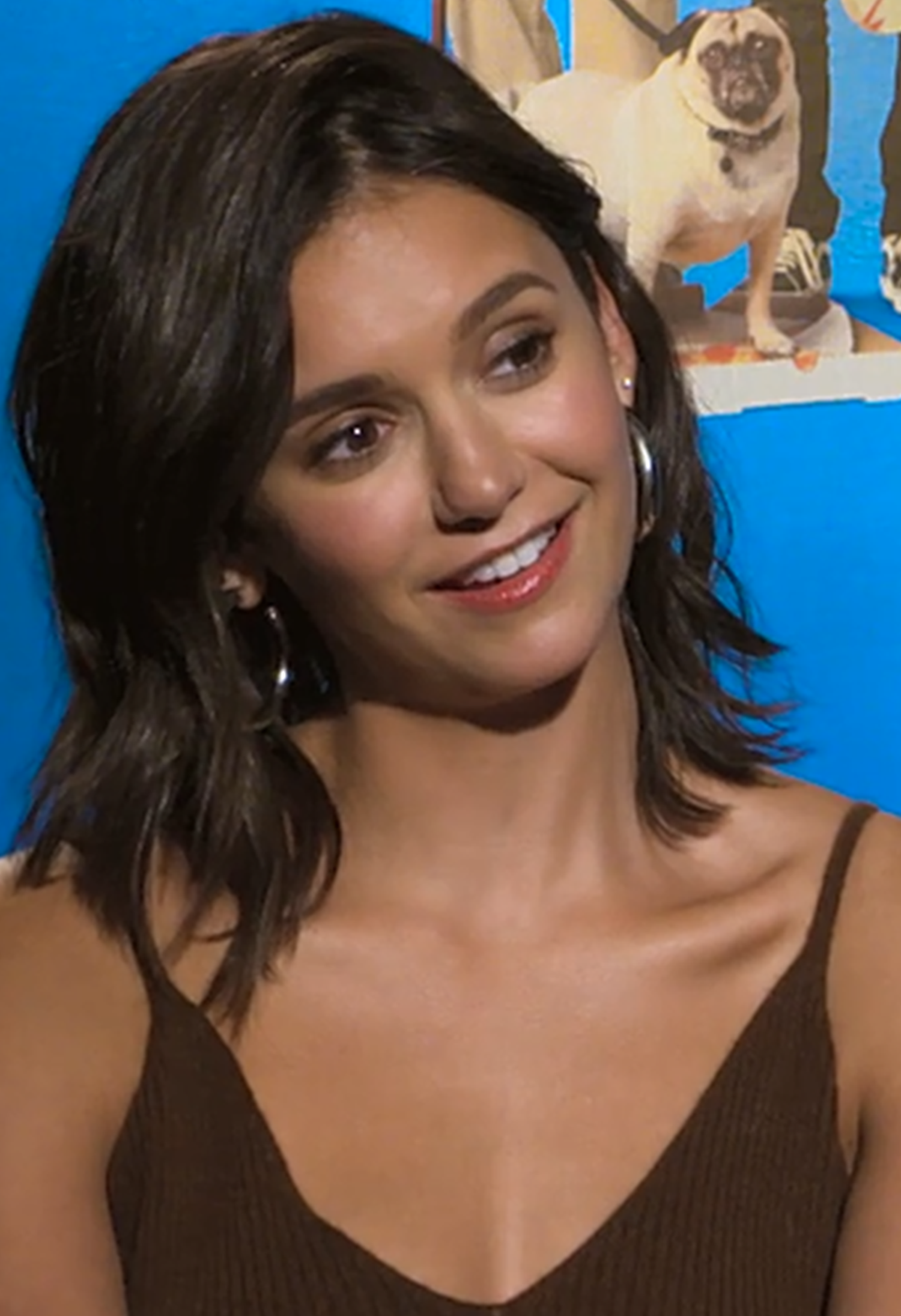
Actrice en model Nina Dobrev (1989)

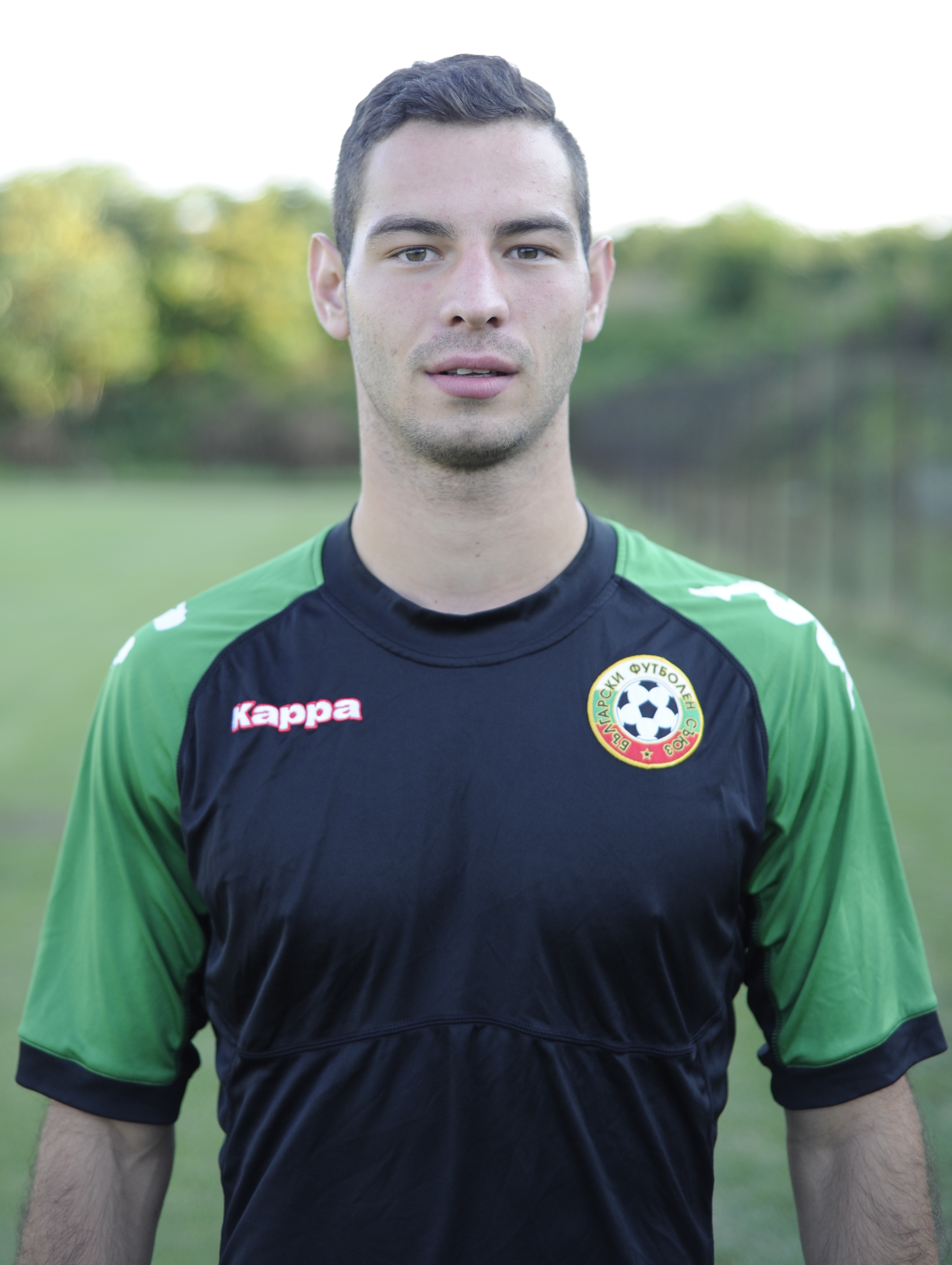
Voetballer Simeon Slavchev (1993)

## Geboren in Sofia

### 1850–1899
- Ferdinand Bruckner (1891–1958), Oostenrijks dichter en muziek artist
- Nikola Petkov (1893–1947), politicus
- Boris III van Bulgarije (1894–1943), tsaar van Bulgarije van 1918 tot 1943
- Cyril van Bulgarije (1895–1945), prins van Bulgarije

### 1900–1949
- Nora Nova (1928-2022), zangeres
- Georgi Markov (1929–1978), dissident schrijver
- Alexis Weissenberg (1929–2012), pianist
- Stefan Abadzjiev (1934-2024), voetballer en voetbalcoach
- Tatjana Lolova (1934-2021), actrice
- Simeon van Saksen-Coburg en Gotha (1937), van 1943 tot 1946 als Simeon II de laatste tsaar van Bulgarije en van 2001 tot 2005 als Simeon Borisov Sakskoboerggotski premier van dat land
- Tzvetan Todorov (1939), Bulgaars-Frans schrijver, essayist, wetenschapper en filosoof
- Stanislav Stratiev (1941–2000), schrijver
- Georgi Asparuhov (1943–1971), voetballer
- Neofit (1945-2024), patriarch van de Bulgaars-orthodoxe kerk
- Bogdana Karadotsjeva (1949), zangeres
- Viktor Paskow (1949–2009), schrijver en musicus

### 1950–1969
- Irina Bokova (1952), politica en huidig directeur-generaal van de UNESCO
- Kristalina Georgieva (1953), hoogleraar economie
- Ekaterina Trendafilova (1953), rechtsgeleerde
- Meglena Koeneva (1957), politica
- Anna-Maria Ravnopolska-Dean (1960), harpiste, componiste en pedagoge
- Nadezjda Nejnski (1962), politica
- Iliana Jotova (1964), politica
- Ivajlo Kalfin (1964), politicus
- Slavtsjo Binev (1965), politicus en tevens voormalig kampioen taekwondo
- Kiril Metkov (1965), voetballer
- Emil Kostadinov (1967), voetballer
- Andrej Kovatsjev (1967), politicus en ecoloog
- Manuela Maleeva (1967), tennisspeelster
- Katerina Maleeva (1969), tennisspeelster

### 1970-1979
- Vesko Eschkenazy (1970), violist
- Aleksandar Deltsjev (1971), schaker
- Elena Pampoulova (1972-2023), Bulgaars-Duits tennisster
- Plamen Kralev (1973), autocoureur en zakenman
- Ivajlo Petrov (1973), voetbaldoelman
- Albena Denkova (1974), ijsdanseres
- Dimitar Ivankov (1975), voetbaldoelman
- Lina Jantsjoelova (1975), beachvolleyballer
- Magdalena Maleeva (1975), tennisspeelster
- Kristian Vigenin (1975), politicus
- Christo Zjivkov (1975-2023), acteur
- Preslav Borissov (1977), politicus
- Evgenja Radanova (1977), sportster en politica
- Stanislav Angelov (1978), betaald voetballer
- Ivan Dinev (1978), kunstschaatser
- Philip Ivanov (1978), Nederlands-Bulgaars acteur en presentator
- Petja Jantsjoelova (1978), beachvolleyballer
- Mariana Popova (1978), zangeres
- Georgi Peev (1979), voetballer
- Antoaneta Stefanova (1979), schaakster

### 1980-1999
- Kiril Kotev (1982), betaald voetballer
- Monika Panajotova (1983), politica
- Dimitar Rangelov (1983), betaald voetballer
- Dimitar Stojanov (1983), politicus
- Bogomil Dijakov (1984), voetballer
- Ivet Lalova (1984), sprintster
- Zjivko Milanov (1984), betaald voetballer
- Chavdar Yankov (1984), voetballer
- Mihail Alexandrov (1985), Bulgaars-Amerikaans zwemmer
- Stanislav Janevski (1985), acteur
- Sonja Radeva (1985), kunstschaatsster
- Ivan Bandalovski (1986), voetballer
- Maria Kirkova (1986), alpineskiester
- Bozjidar Mitrev (1987), doelman in het betaald voetbal
- Ivelin Popov (1987), voetballer
- Lachezar Baltanov (1988), voetballer
- Nikolaj Michajlov (1988), doelman in het betaald voetbal
- Mihail Aleksandrov (1989), voetballer
- Nina Dobrev (1989), Bulgaars-Canadees actrice en model
- Roemjana Spasova (1989), kunstschaatsster
- Isabella Shinikova (1991), tennisspeelster
- Simeon Slavchev (1993), voetballer